# 108-й десантно-штурмовий полк (РФ)
108-й гвардійський десантно-штурмовий Кубанський козачий ордена Червоної Зірки полк (108 ДШП, в/ч 42091) — формування Повітрянодесантних військ Збройних сил Російської Федерації чисельністю у полк. Дислокується у м. Новоросійськ. Входить до складу 7-ї десантно-штурмової дивізії, яка дислокована у Південному військовому окрузі.
У 2014 році підрозділи полку брали участь у війні на сході України, у 2022 році — повномасштабному вторгненні РФ в Україну.

## Історія
Після розпаду СРСР у 1992 році 108-й десантно-штурмовий полк Радянської армії перейшов до складу Збройних сил Російської Федерації.
1993 року полк був передислокований до Майкопа, а 1994-го — до Новоросійська. 1994 року полку було присвоєно найменування «Кубанський козачий».
У 1993—1996 роках особовий склад полку у складі 7-ї дивізії виконував миротворчі завдання щодо запобігання міжетнічному конфлікту в Абхазії.
З січня 1995-го до квітня 2004 року полк виконував бойові завдання у Північно-Кавказькому регіоні, зокрема у серпні 1999 року брав участь у бою з загонами Шаміля Басаєва та Хаттаба за висоту Ослине Вухо в Дагестані.
У серпні 2008 року брав участь у бойових діях у Грузії, де знаходився в Абхазії. 
У лютому-березні 2014 року брав участь в анексії Криму.
2022 року бере участь у вторгненні РФ в Україну на Миколаївському напрямку. Україна підозрює командирів та солдата полку у тортурах та вбивстві мирного жителя у березні 2022 року під час окупації частини Снігурівського району, який фіксував інформацію про переміщення російської техніки та передавав її Збройним силам України. У кінці вересня 2022 року загинув командир полку полковник Віталій Володимирович Сукуєв.
У вересні 2023 року полк було розгорнуто на Південному театрі бойових дій у районі села Вербове.

## Склад
- управління
- 1-й десантно-штурмовий батальйон
- 2-й десантно-штурмовий батальйон
- парашутно-десантний батальйон
- Самохідно-артилерійський дивізіон
- протитанкова батарея
- Зенітно-ракетна батарея
- Розвідувальна рота
- інженерно-саперна рота
- рота управління
- рота десантного забезпечення
- рота матеріального забезпечення
- Ремонтна рота
- взвод РХБ захисту
- взвод управління начальника артилерії (вуна)
- комендантський взвод
- взвод військової поліції
- медична рота
- оркестр

Станом на 2009 рік — 1602 особи особового складу.

## Командири
- гвардії підполковник Козюков Олександр Леонідович (1992-1995),
- гвардії підполковник Дмитро Ігор Миколайович (1995-1997),
- гвардії полковник Третьяк Володимир Вікторович (1997-2000),
- гвардії полковник В'язніков, Олександр Юрійович (2000-2002),
- гвардії полковник Кабаль Павло Юрійович (2002-2004),
- гвардії полковник Калин Петро Дмитрович (2004-2005),
- гвардії полковник Баран Сергій Іванович (2005—2010),
- гвардії полковник Дембицький Олександр В'ячеславович,
- гвардії полковник Байкулов Мурат Назарович (2013—2015),
- гвардії полковник Кондрашкін Андрій Володимирович (2015-2019),
- гвардії підполковник Куцань Андрій Олександрович (2019—2020),
- гвардії полковник Євлампіїв Сергій Миколайович (2020-04.2022),
- гвардії полковник Сукуєв Віталій Володимирович (04.2022-09.2022).

## Втрати
За даними російського військового історика Едуарда Бересньова 108-й полк ПДВ втратив 17 військовослужбовців у Дагестанській війні та 4 у війні з Грузією у серпні 2008 року.